# Gekkan Sunday Gene-X
Gekkan Sunday Gene-X (月刊サンデーGENE-X Gekkan Sandē Jenekkusu?), a menudo abreviado como Sunday GX (サンデーGX?), es una revista de manga seinen publicada por Shōgakukan desde julio de 2000.

## Series

### En publicación
| Título | Autor                               | Inicio             |
| --- | ----------------------------------- | ------------------ |
| Assassin's Creed: China (アサシン クリード チャイナ?)                                                           | Ubisoft, Minoji Kurata              | octubre de 2019    |
| Black Lagoon (ブラック・ラグーン?)                                                                              | Rei Hiroe                           | mayo de 2002       |
| Black Lagoon: Sawyer the Cleaner - Dismemberment! Gore Gore Girl (BLACK LAGOON 掃除屋ソーヤー解体！ゴアゴア娘?) | Rei Hiroe, Ida Tatsuhiko            | septiembre de 2019 |
| Gunbared Sisters (ガンバレッド×シスターズ?)                                                                     | Mitogawa Wataru                     | septiembre de 2019 |
| Hinmin, Seihitsu, Daifugou (貧民、聖櫃、大富豪?)                                                                | Keitaro Takahashi                   | diciembre de 2016  |
| JyaJya (ジャジャ?)                                                                                              | Eno Akira                           | octubre de 2000    |
| Kusuriya no Hitorigoto (薬屋のひとりごと?)                                                                      | Natsu Hyūga, Minoji Kurata          | agosto de 2017     |
| Ninkyou Tensei: Isekai no Yakuzahime (任侠転生 -異世界のヤクザ姫-?)                                             | Natsuhara Takeshi, Miyashita Hiroki | septiembre de 2019 |
| Vampeerz (ヴァンピアーズ?)                                                                                      | Akili                               | marzo de 2019      |
| Yahari Ore no Seishun Rabu Kome wa Machigatteiru. @comic (やはり俺の青春ラブコメはまちがっている。＠comic?)     | Naomichi Io                         | enero de 2013      |
| Zom 100: Zombie ni Naru made ni Shitai 100 no Koto (ゾン100 ～ゾンビになるまでにしたい100のこと～?)             | Haro Aso, Koutarou Takata           | octubre de 2018    |

### Finalizadas
| Título                                                                                     | Autor                              | Inicio             | Fin                |
| ------------------------------------------------------------------------------------------ | ---------------------------------- | ------------------ | ------------------ |
| Advent (アドベント?)                                                                       | Yumiko Harao                       | junio de 2003      | agosto de 2004     |
| Ai Kagi (あいカギ?)                                                                        | Sukune Inugami                     | noviembre de 2009  | septiembre de 2011 |
| Angel Koukou (エンジェル高校?)                                                             | Sukune Inugami                     | septiembre de 2007 | julio de 2009      |
| Asuka @ Miraikei (アスカ＠未来系?)                                                         | Kazuhiko Shimamoto                 | febrero de 2009    | julio de 2010      |
| Bijo de Yajuu (美女で野獣?)                                                                | Tatsuhiko Ida                      | abril de 2002      | marzo de 2006      |
| Binbō Shimai Monogatari (貧乏姉妹物語?)                                                    | Izumi Kazuto                       | mayo de 2004       | noviembre de 2006  |
| Shin Angyo Onshi (新暗行御史?)                                                             | Youn In-wan, Yang Kyung-il         | abril de 2001      | septiembre de 2007 |
| Butter Nut! (バターナッツ!?)                                                               | Sukune Inugami                     | marzo de 2014      | abril de 2015      |
| Code-EX                                                                                    | Ichirō Sakaki, Yumiko Harao        | julio de 2007      | julio de 2008      |
| Dandelion (ダンデライオン?)                                                                | Takayuki Otiai                     | septiembre de 2000 | abril de 2001      |
| Dareka ga Kakkou to Naku (誰かがカッコゥと啼く?)                                           | Tatsuhiko Ida                      | noviembre de 2006  | junio de 2008      |
| Destro 246 (デストロ246?)                                                                  | Keitarō Takahashi                  | mayo de 2012       | abril de 2016      |
| Destruction Princess (デス・プリ?)                                                         | Hebisaku Yoshida                   | noviembre de 2004  | noviembre de 2006  |
| Doctor and Daughter (ドクター＆ドーター?)                                                  | Youkihi                            | noviembre de 2008  | julio de 2011      |
| Factory Z                                                                                  | Shigeo Makino, Takashi Hirotsugu   | octubre de 2002    | agosto de 2004     |
| Fade Out                                                                                   | Ikeda Takashi                      | diciembre de 2000  | abril de 2004      |
| Girls Saurus DX (ガールズザウルスDX?)                                                      | Kei Kusunoki                       | enero de 2003      | noviembre de 2008  |
| Grimal (ぐりまる?)                                                                         | Hiroyuki Kaidō, Tomizawa Yoshihiko | abril de 2008      | octubre de 2009    |
| Hamada Britney no Manga de Wakaru Moe Business (浜田ブリトニーの漫画でわかる萌えビジネス?) | Britney Hamada                     | octubre de 2010    | junio de 2013      |
| Hikari no Machi (ひかりのまち?)                                                            | Inio Asano                         | mayo de 2004       | febrero de 2005    |
| Hoero Pen (吼えろペン?)                                                                    | Kazuhiko Shimamoto                 | agosto de 2000     | octubre de 2004    |
| Hoshikuzu Bangaichi (星屑番外地?)                                                          | Tatsuhiko Ida                      | julio de 2009      | septiembre de 2010 |
| Imawa no Michi no Alice (今際の路のアリス?)                                                | Haro Aso , Takayoshi Kuroda        | agosto de 2015     | marzo de 2018      |
| Iron Man (鉄人?)                                                                           | Toshihiko Tahagi, Takayuki Otiai   | octubre de 2001    | septiembre de 2003 |
| Infinite Stratos ( IS〈インフィニット・ストラトス〉?)                                      | Izuru Yumizuru, Homura Yuuki       | junio de 2013      | febrero de 2020    |
| Jigoku Ane (じごくあね?)                                                                   | Yū Yoshidamaru                     | abril de 2014      | enero de 2016      |
| Jormungand (ヨルムンガンド?)                                                               | Keitaro Takahashi                  | mayo de 2006       | febrero de 2012    |
| Kamisama Dolls (神様ドォルズ?)                                                             | Hajime Yamamura                    | enero de 2007      | marzo de 2013      |
| King of Cats (ネコの王?)                                                                   | Toshihiro Ono                      | agosto de 2000     | agosto de 2003     |
| Ki Yasume Kotoba-kan (気やすめ言葉館?)                                                     | Minako Fujino                      | abril de 2001      | diciembre de 2002  |
| Koi Neko (コイネコ?)                                                                       | Mashima Etsuya                     | octubre de 2004    | enero de 2013      |
| Konohana Watashi Desu (この花はわたしです。?)                                              | Masahiko Kokuki, Yuka Jukuni       | agosto de 2000     | febrero de 2004    |
| Kyoukai Sensen (境界戦線?)                                                                 | Hajime Yamamura                    | julio de 2003      | noviembre de 2003  |
| Let It Be!! (レットイットビー!!?)                                                          | Mari Koizumi                       | agosto de 2000     | noviembre de 2002  |
| March Story                                                                                | Hyung Min Kim, Yang Kyung-il       | enero de 2008      | febrero de 2013    |
| Masked Bowler (仮面ボウラー?)                                                              | Takeshi Wakasa                     | septiembre de 2009 | septiembre de 2011 |
| Mel Kano (メルカノ。?)                                                                     | Towa Oshima                        | julio de 2005      | junio de 2010      |
| Prizona 6 (ぷりぞな6?)                                                                     | Ryunosuke Kingetsu, KOJINO         | agosto de 2008     | septiembre de 2010 |
| Psycho Trader Chinami (サイコトレーダーちなみ?)                                            | Akihiro Kimura                     | agosto de 2000     | julio de 2001      |
| Purofaira Menko (プロファイラーめんこ?)                                                    | Mao Onoda                          | agosto de 2008     | mayo de 2009       |
| Rabuma Unten (ラブマウンテン?)                                                             | Tomuo Fujina                       | mayo de 2008       | junio de 2009      |
| RahXephon (ラーゼフォン?)                                                                  | Yutaka Izubuchi, Takeaki Momose    | septiembre de 2001 | diciembre de 2002  |
| Re:Creators (レクリエイターズ?)                                                            | Daiki Kase                         | febrero de 2017    | noviembre de 2019  |
| Rec (レック?)                                                                              | Hanamizawa Q-taro                  | diciembre de 2002  | abril de 2013      |
| Ren'ai Distortion (恋愛ディストーション?)                                                  | Sukune Inugami                     | abril de 2012      | agosto de 2013     |
| Rubbers 7 (ラバーズ7?)                                                                     | Sukune Inugami                     | noviembre de 2002  | mayo de 2007       |
| Seigi Keikan Monju (正義警官モンジュ?)                                                     | Hiroki Miyashita                   | diciembre de 2004  | agosto de 2011     |
| Sei Moesu no Hakobune (聖モエスの方舟?)                                                    | Nariko Enomoto                     | octubre de 2009    | enero de 2013      |
| Sekai Uniform (世界ユニ・フォーム?)                                                        | Nariko Enomoto                     | febrero de 2008    | febrero de 2009    |
| Shibuya Gadiangaruzu (渋谷ガーディアンガールズ?)                                           | Mari Koizumi                       | marzo de 2004      | mayo de 2006       |
| Shin Hoero Pen (新吼えろペン?)                                                             | Kazuhiko Shimamoto                 | noviembre de 2004  | agosto de 2008     |
| Shishi Boshi ki Girusutein (獣星記ギルステイン?)                                           | Naoyuki Sakai, Hisao Tamaki        | agosto de 2000     | octubre de 2002    |
| Shosei Katsuragi Shinjirou no Nichijou (書生葛木信二郎の日常?)                             | Sanomichi Kurata                   | diciembre de 2010  | noviembre de 2014  |
| Sleeping Planet (眠れる惑星?)                                                              | Youkihi                            | diciembre de 2004  | noviembre de 2007  |
| Spiritual Paradise (スピリチュアルぱらだいす?)                                             | Kouji Onodera                      | mayo de 2007       | julio de 2009      |
| Subarashii Sekai (素晴らしい世界?)                                                         | Inio Asano                         | junio de 2002      | abril de 2004      |
| Tenshi Dake ga Tsubasa (天使だけが翼を持っている?)                                         | Reiji Hagihara                     | agosto de 2000     | octubre de 2001    |
| Tetsukko na 3 Shimai (鉄娘な3姉妹?)                                                        | Seiji Matsuyama                    | enero de 2009      | diciembre de 2010  |
| The Sleeper (ザ・スリーパー?)                                                              | Fujihiko Hosono                    | agosto de 2000     | agosto de 2002     |
| Welcome to River City (薬多江町へようこそ?)                                                | Youkihi                            | noviembre de 2002  | marzo de 2004      |
| Trafficker (トラフィッカー?)                                                               | Yasunori Mitsunaga                 | enero de 2001      | julio de 2002      |
| Tsuri Chichi Nagisa (釣りチチ・渚?)                                                        | Masaki Satou                       | abril de 2009      | marzo de 2012      |
| Wake Up!                                                                                   | Tokihiko Matsuura                  | noviembre de 2000  | enero de 2003      |
| Westwood Vibrato                                                                           | Youn In-wan, Kim Sun Hee           | mayo de 2010       | 2012               |
| Yamagata Scream (山形スクリーム?)                                                          | Imatani Tecchu                     | diciembre de 2008  | junio de 2009      |
| Yarujene (やるじぇね?)                                                                     | Tomuo Fujina                       | septiembre de 2009 | julio de 2010      |
| Yoi Machi Overload (宵街オーバーロード?)                                                   | Tatsuhiko Ida                      | enero de 2015      | abril de 2016      |